# 5대 닥터
5대 닥터 (Fifth Doctor, 다섯 번째 닥터)는 영국 BBC의 텔레비전 SF 드라마 《닥터 후》의 주인공인 닥터의 생애 중 하나이다. 배우 피터 데이비슨이 배역을 맡았다. 드라마 설정상 닥터는 갈리프레이 행성 출신의 외계 종족 타임로드로, 타디스란 타임머신을 타고 동행자와 함께 시공간을 여행한다. 닥터는 죽음에 직면하면 재생성을 거치며, 닥터의 모습과 성격이 변화하게 된다.
피터 데이비슨이 맡은 5대 닥터는 에드워드 시대의 크리켓 소년 선수처럼 차려입은 모습으로, 조금 나약하고 우유부단한 성격이 있는 것으로 묘사된다. 5대 닥터의 첫 동행자는 천재 소년 애드릭 (매튜 워터하우스), 외계 학자 니사 (사라 서튼), 스튜어디스 티건 조반카 (재닛 필딩)으로 세 사람 모두 4대 닥터와 함께 다니던 동행자다. 이후 5대 닥터는 교활한 학생 비슬러 털로프 (마크 스트릭슨), 미국 대학생 페리 브라운 (니콜라 브라이언트)와도 함께 여행을 다니게 된다.